# Tsunami UDP Protocol
Le protocole UDP Tsunami est un protocole d'échange de fichiers informatiques. Ce protocole est conçu pour le transfert de fichiers sur des réseaux dont le produit délais bande passante est important.
Ce protocole sur les protocoles TCP et UDP : 
- TCP est utilisé pour le contrôle/commande ;
- UDP est utilisé pour le transfert des données.

## Principe
Le fichier à transférer est découpé en blocs de 32ko (par défaut). Ces blocs sont envoyés séquentiellement du serveur vers le client, le client contrôle les blocs reçus et demande au serveur les blocs manquants.
Ce protocole est plus rapide qu'un simple transfert de fichier par TCP car les paquets envoyés n'ont pas besoin d'être acquittés, ce qui soulage le réseau. 